# NGC 6019
NGC 6019 је елиптична галаксија у сазвежђу Змај која се налази на NGC листи објеката дубоког неба.
Деклинација објекта је + 64° 50' 27" а ректасцензија 15h 52m 9,1s. Привидна величина (магнитуда) објекта NGC 6019 износи 14,7 а фотографска магнитуда 15,7. NGC 6019 је још познат и под ознакама CGCG 319-31, PGC 56265.